# Spigelia sphagnicola
Spigelia sphagnicola är en tvåhjärtbladig växtart som beskrevs av John Wright. Spigelia sphagnicola ingår i släktet Spigelia och familjen Loganiaceae. Inga underarter finns listade i Catalogue of Life.